# تپه سودا قولان
تپه سودا قولان مربوط به دوره ساسانیان است و در شهرستان خدابنده، بخش مرکزی، روستای نظرقلی واقع شده و این اثر در تاریخ ۱۰ خرداد ۱۳۸۲ با شمارهٔ ثبت ۸۹۲۸ به‌عنوان یکی از آثار ملی ایران به ثبت رسیده است.